# Temporada 1964-65 de los San Francisco Warriors
La temporada 1964-65 fue la decimonovena de los Warriors en la NBA, y la tercera en la ciudad de San Francisco (California), a donde llegaron procedentes de Filadelfia. La temporada regular acabó con 17 victorias y 63 derrotas, acabando en la última posición de la División Oeste, no logrando clasificarse para los playoffs.

## Elecciones en elDraft
| Ronda | Puesto | Jugador        | Posición | Nacionalidad   | Universidad   |
| ----- | ------ | -------------- | -------- | -------------- | ------------- |
| 1     | 6      | Barry Kramer   | Alero    | Estados Unidos | New York      |
| 2     | 14     | Bud Koper      | Escolta  | Estados Unidos | Oklahoma City |
| 3     | 23     | McCoy McLemore | Alero    | Estados Unidos | Drake         |
| 4     | 32     | Gene Elmore    |          | Estados Unidos | SMU           |
| 7     | 59     | David Lee      | Alero    | Estados Unidos | San Francisco |

## Temporada regular
| División Oeste         | División Oeste | División Oeste | División Oeste | División Oeste | División Oeste | División Oeste | División Oeste | División Oeste |
| Equipo                 | G              | P              | %              | PD             | Casa           | Fuera          | Neutral        | Div            |
| ---------------------- | -------------- | -------------- | -------------- | -------------- | -------------- | -------------- | -------------- | -------------- |
| x-Los Angeles Lakers   | 49             | 31             | .613           | –              | 25–13          | 21–16          | 3–2            | 25–15          |
| x-St. Louis Hawks      | 45             | 35             | .563           | 4              | 26–4           | 15–17          | 4–4            | 28–12          |
| x-Baltimore Bullets    | 37             | 43             | .463           | 12             | 23–14          | 12–19          | 2–10           | 22–18          |
| Detroit Pistons        | 31             | 49             | .388           | 18             | 13–17          | 11–20          | 7–12           | 18–22          |
| San Francisco Warriors | 17             | 63             | .213           | 32             | 10–26          | 5–31           | 2–6            | 7–33           |

## Estadísticas
| Rk | Jugador          | Edad | P  | PT | MP   | TC   | TCI  | %TC  | TL  | TLI  | %TL  | RB   | AS  | FP  | PTS  |
| 1  | Wilt Chamberlain | 28   | 38 |    | 45.9 | 16.7 | 33.6 | .499 | 5.5 | 13.2 | .416 | 23.5 | 3.1 | 2.0 | 38.9 |
| 2  | Nate Thurmond    | 23   | 77 |    | 41.2 | 6.7  | 16.1 | .419 | 3.1 | 4.6  | .658 | 18.1 | 2.0 | 3.0 | 16.5 |
| 3  | Guy Rodgers      | 29   | 79 |    | 34.2 | 5.9  | 15.5 | .380 | 2.8 | 4.1  | .686 | 4.1  | 7.2 | 3.2 | 14.6 |
| 4  | Tom Meschery     | 26   | 79 |    | 30.5 | 4.6  | 11.6 | .394 | 3.5 | 4.7  | .751 | 8.3  | 1.3 | 3.5 | 12.7 |
| 5  | Paul Neumann     | 27   | 36 |    | 25.9 | 4.2  | 9.4  | .450 | 2.4 | 3.3  | .723 | 2.7  | 2.6 | 2.8 | 10.8 |
| 6  | Al Attles        | 28   | 73 |    | 23.7 | 3.5  | 9.1  | .384 | 2.3 | 3.8  | .624 | 3.3  | 2.8 | 3.3 | 9.3  |
| 7  | McCoy McLemore   | 22   | 78 |    | 22.2 | 3.1  | 9.3  | .337 | 2.0 | 2.8  | .714 | 6.3  | 1.0 | 2.9 | 8.3  |
| 8  | Wayne Hightower  | 25   | 48 |    | 21.6 | 2.8  | 8.3  | .343 | 2.8 | 3.6  | .769 | 5.1  | 0.8 | 3.0 | 8.4  |
| 9  | Gary Phillips    | 25   | 73 |    | 21.1 | 2.7  | 7.6  | .358 | 1.6 | 2.7  | .603 | 2.6  | 2.0 | 2.5 | 7.1  |
| 10 | Connie Dierking  | 28   | 30 |    | 18.8 | 3.2  | 7.6  | .427 | 1.5 | 2.8  | .541 | 6.5  | 1.0 | 2.1 | 8.0  |
| 11 | John Rudometkin  | 24   | 22 |    | 16.1 | 2.2  | 6.6  | .336 | 1.5 | 2.3  | .680 | 4.2  | 0.7 | 2.2 | 6.0  |
| 12 | George Lee       | 28   | 19 |    | 13.0 | 1.4  | 4.1  | .351 | 2.0 | 2.7  | .731 | 2.9  | 0.6 | 1.2 | 4.8  |
| 13 | Bud Koper        | 22   | 54 |    | 11.7 | 2.0  | 4.5  | .440 | 0.6 | 0.8  | .833 | 1.1  | 0.8 | 1.1 | 4.6  |
| 14 | Gary Hill        | 23   | 9  |    | 9.8  | 1.1  | 3.9  | .286 | 0.8 | 1.6  | .500 | 1.7  | 0.7 | 1.1 | 3.0  |
| 15 | Cotton Nash      | 22   | 20 |    | 9.5  | 1.7  | 4.4  | .375 | 0.9 | 1.0  | .900 | 2.4  | 0.5 | 1.4 | 4.2  |
| 16 | Barry Kramer     | 22   | 33 |    | 8.4  | 1.1  | 3.0  | .360 | 0.9 | 1.3  | .682 | 1.8  | 0.8 | 1.1 | 3.1  |

## Galardones y récords
| Jugador          | Galardón |
| Wilt Chamberlain | All-Star |
| Nate Thurmond    | All-Star |